# Tipula (Lunatipula) pelidne
Tipula (Lunatipula) pelidne is een tweevleugelige uit de familie langpootmuggen (Tipulidae). De soort komt voor in het Palearctisch gebied.